# Anancylus calceatus
Anancylus calceatus là một loài bọ cánh cứng trong họ Cerambycidae.